# Pseudaegeria
Pseudaegeria is een geslacht van vlinders van de familie Stathmopodidae.

## Soorten
- P. flavipennis Felder, 1875
- P. hyalina Turner, 1913
- P. phlogina Turner, 1941
- P. polytita Turner, 1913
- P. squamicornis (Felder & Rogenhofer, 1875)